# 李景貞
李景貞（17世紀—17世紀），字元亮，號鶴屿，陝西漢中府洋縣人，明朝政治人物。

## 生平
李景貞是萬曆二十九年進士李喬岱之子，在天啟元年（1621年）中辛酉科鄉試第四名舉人，崇禎七年（1634年）成進士，兵部觀政，八年獲授大理寺評事，平反冤獄，九年廣西主考鄉試，十四年考选，升任禮部祠祭司主事，彈劾藥庫虛耗。十六年（1643年）他回鄉，次年（1644年）得知李自成攻陷北京，因此在寶臺隱居不再出仕，抱恨而沒，入祀鄉賢祠。

## 家族
曾祖李伯麟；祖父李琛，廪生、累贈奉直大夫；父李乔岱，辛丑進士、莱州知府。

## 引用
1. 1 2  光緒《洋縣志·卷八》：李景貞，字元亮，喬岱次子，崇禎甲戌進士。授大理寺評事，昭雪冤獄，擢禮部主事，剔藥庫耗羨之弊；癸未歸里，甲申聞闖逆之變，棄家遁入寶臺，抱恨而沒，崇祀鄉賢。
2. ↑  嘉慶《漢南續修府志·卷十八·選舉》：天啟 元年辛酉科（舉人） …… 李景貞 洋縣人
3. ↑  《崇祯七年甲戌科进士履历便览》：李景贞，曾祖伯麟；祖琛，廪生、累贈奉直大夫；父乔岱，莱州知府辛丑。鹤屿，礼记房，丙午年二月二十一日生，汉中府洋县人，辛酉乡试四名，会九十一名，三甲一百九十一名，兵部观政，乙亥授大理寺左评事，丙子广西主考。
4. ↑  錢海岳《南明史·卷八十九·列傳第六十五》：同（寇慎）時陝西遺臣：……洋縣則李景貞，字元亮，崇禎七年進士。禮部主事。隱寶臺。
5. ↑  嘉慶《漢南續修府志·卷十六·人物中》：李景貞 進士官禮部主事，主政明於大義，卓立不羣。李賊之變，棄家遁入寶臺，抱恨而沒。